# Epicauta cupraeola
Epicauta cupraeola es una especie de coleóptero de la familia Meloidae.

## Distribución geográfica
Habita en Texas (Estados Unidos) y México.